# Sianjo Anjo Meriah
Sianjo Anjo Meriah is een bestuurslaag in het regentschap Aceh Singkil van de provincie Atjeh, Indonesië. Sianjo Anjo Meriah telt 1538 inwoners (volkstelling 2010).